# Frying Pan
Jezioro Frying Pan jest największym gorącym źródłem na świecie. Położone jest w Waimangu Volcanic Rift Valley znajdującym się na Wyspie Północnej w Nowej Zelandii.
W swoim najgłębszym punkcie woda osiąga tam 200 °C.